# 一体化联合作战平台
一体化联合作战平台（英語：Integrated Joint Operations Platform）是中華人民共和國推出的一個監控系統和警务APP，主要用於新疆地區。该系统可以收集諸如银行流水、违法记录和电话记录等大量数据，警察再利用該系統筛选出共计36种當局認為不良行为模式的人。这些不良行为包括从海外归来、刚刚获释、避免與鄰居接觸、参加伊斯兰活动、不再使用智能手机以及其他表现出的“异常”行为。當局接下來會對認定為有不良行為之人進行抓捕以及審訊。